# Reece Whitley
Reece Whitley (Whitemarsh, 3 de enero de 2000) es un deportista estadounidense que compitió en natación, especialista en el estilo braza. Ganó seis medallas en el Campeonato Mundial Junior de Natación, en los años 2015 y 2017.
Estudió Administración de Empresas en la Universidad de California en Berkeley.